# Walter König (Politiker, 1893)
Emil Walter König (* 21. Januar 1893 in Nordhausen; † 25. Dezember 1977 in Gera) war ein deutscher Politiker der DDR-Blockpartei NDPD. Er war thüringischer Finanzminister und Abgeordneter der Volkskammer der DDR. In der NDPD bekleidete er von 1949 bis 1952 das Amt des Landesvorsitzenden in Thüringen.

## Leben
König, Sohn eines Drogisten, studierte nach dem Besuch der Mittelschule und des Gymnasiums in Nordhausen Mathematik und Physik an den Universitäten München, Freiburg im Breisgau und Göttingen. 1921 legte er das Staatsexamen für das höhere Lehramt ab und arbeitete von 1926 bis 1947 als Studienrat in Jüterbog, Berlin und Nordhausen. König war von 1947 bis 1949 Schulrat und Stadtverordneter in Nordhausen. 1949 leitete er die Abteilung Kulturelle Aufklärung im thüringischen Volksbildungsministerium.
1945 trat König der Liberal-Demokratischen Partei (LDP) bei und war Mitglied der Kreisleitung Nordhausen der LDP. Er wechselte jedoch schon 1948 zur neugegründeten National-Demokratischen Partei Deutschlands (NDPD). Von Juni 1949 bis 1952 war er Erster Vorsitzender des Landesvorstandes der NDPD Thüringen (Nachfolger von Günther Ludwig). König war auch ab 1949 langjähriges Mitglied des Hauptausschusses der NDPD.
Von 1946 bis 1948 gehörte er als Abgeordneter dem Thüringer Landtag an, war dort auch Mitglied des Präsidiums. 1948/1949 war er Abgeordneter des Deutschen Volksrates, dann von 1949 bis 1963 Abgeordneter der Volkskammer. Zuletzt war er dort Mitglied des Ständigen Ausschusses für Allgemeine Angelegenheiten.
Von 1950 bis 1952 war König thüringischer Finanzminister (Nachfolger von Leonhard Moog). Nach Auflösung der Länder in der DDR war er von 1952 bis 1958 stellvertretender Vorsitzender des Rates des Bezirkes Gera.

## Auszeichnungen
- Vaterländischer Verdienstorden in Bronze (1955), in Silber (1963) und in Gold (1972)
- Ehrennadel der Nationalen Front (1955)
- Ernst-Moritz-Arndt-Medaille (1958)
- Orden Banner der Arbeit (1968)
- Ehrentitel Held der Arbeit (1972)